# 汤米·汤普森
汤米·乔治·汤普森（Tommy George Thompson，1941年11月19日—），美国政治家，美国共和党成员，曾任威斯康星州州长（1987年-2001年）、美国卫生及公共服务部部长（2001年-2005年）。

## 荣誉

### 外国勋章奖章
- 旭日重光章（日本，2022年11月3日公布[1]）